# جیپسی (ویرجینیای غربی)
جیپسی(به انگلیسی: Gypsy) شهری در ایالت ویرجینیای غربی کشور ایالات متحده آمریکا است که جمعیت آن در سرشماری سال ۲۰۱۰ میلادی، ۳۲۸ نفر بوده‌است.